# Boje Lundgaard
Boje Lundgaard (født 30. april 1943 i Hellerup, død 19. april 2004 smst) var en dansk arkitekt og professor, medstifter af tegnestuen Lundgaard & Tranberg.

## Uddannelse
Han var søn af lærer Johannes Lundgaard og lærer Asta Rasmussen og tog afgang som arkitekt fra Kunstakademiets Arkitektskole i 1967. Hans professor var Ejnar Borg. Lundgaard fik ansættelser hos tegnestuerne ledet af henholdsvis Erik Møller, Arne Jacobsen og Poul Kjærgaard, hvoraf især den sidstnævnte fik betydning for Lundgaards prioritering af byggeteknik og omhyggeligt materialevalg.

## Karriere
Lundgaard drev egen tegnestue sammen med Bente Aude fra 1974 til 1982 og sammen med Lene Tranberg fra 1982 til sin død. Fra 1987 til sin død var han professor ved Kunstakademiets Arkitektskole.
Lundgaard var optaget af ny byggeteknik, energibesparende boliger, tæt-lav-bebyggelse mm. Hans første større bebyggelse var klyngehusene Sjølund i Hellebæk (1978), som blev godt modtaget i kraft af indpasningen i konteksten i samt sit enkle materialevalg; gule teglsten og mørkt træværk. Disse prioriteter blev ledetråde i hans og Lene Tranbergs fælles karriere, som især tog fart efter opførelsen af kunstmuseet Trapholt i 1988 (1. præmie 1983 sammen med Bente Aude), planen for samt en bygning i Blangstedgård-bebyggelsen ved Odense (1985-88, opført til Byg & Bo 1988), og en række kraftvarmeværker, heriblandt Horsens Kraftvarmeværk (1990-91), Herning Kraftvarmeværk (1993), Faaborg Kraftvarmeværk (1996) og Svendborg Kraftvarmeværk (1997-99). Hans og Tranbergs bebyggelse Charlottehaven i København (1999-2004) blev en boligkarré, som opnåede stor hæder for sin genrejsning af den funktionalistiske etagebolig. Hans sidste store værk blev Skuespilhuset, som tegnestuen i 2002 vandt konkurrencen om. Bygningsværket stod færdigt i 2007, men i mellemtiden var Boje Lundgaard død i 2004.
I hans og Tranbergs projekter fra 1980'erne ses postmodernistiske træk, men i 1990'ernes værker gik tegnestuen mere i retning af et nymodernistisk udtryk båret af stærke kubiske former og en udsøgt materialebehandling.
Han var medlem af Akademiraadet, formand for Akademisk Arkitektforenings konkurrenceudvalg 1984-94 og medlem af Statens Kunstfonds arkitekturudvalg 1987-90.

## Privat
Han blev gift 17. oktober 1970 med arkitekt Bente Aude. Ægteskabet blev opløst 1983, og han blev senere gift med arkitekt Dorte Mandrup, som han fik en datter sammen med.
Han er begravet på Mariebjerg Kirkegård.

## Hæder
- 1981: Emil Bissens Præmie (sammen med Bente Aude)
- 1981: Præmie fra Institut national de logement, Bruxelles
- 1989: Zacharias Jacobsens Legat
- 1994: Eckersberg Medaillen
- 1994: Murerprisen (sammen med Lene Tranberg)
- 1995: Nykredits Arkitekturpris
- 1995: Betonelementprisen for Horsens Kraftvarmeværk (sammen med Lene Tranberg)

## Værker
- Boligbebyggelsen Sjølund, Hellebæk (1978)
- Skriverhusene, Greve (1982, sammen med G. Rotne og P. Sørensen)
- Balticahusene, Hjortekær (1983, sammen med Erik Bystrup, Torben Bregenhøj, G. Rotne og P. Sørensen)
- Trapholt, Kolding (1987-88, 1. præmie 1983 sammen med Bente Aude)

Sammen med Lene Tranberg fra 1982 til 2004, se Lundgaard & Tranberg

### Konkurrencer
- Uddannelsescenter, Kolding (1971, 2. præmie)
- Energibesparende boliger (1975, 2. præmie)
- Fremtidens boligbyggeri (1981, 2. præmie)
- EF-konkurrence om solenergi (1981, 1. præmie)
- Boligvedligeholdelse (1982, 1. præmie)

Sammen med Lene Tranberg fra 1982 til 2004, se Lundgaard & Tranberg